# Drosera scorpioides
Drosera scorpioides ist eine fleischfressende Pflanze aus der Gattung Sonnentau (Drosera). Die Pflanze wurde erstmals 1848 von Jules Émile Planchon beschrieben. Der Name Drosera scorpioides („skorpionähnliche Drosera“) wurde von ihm gewählt, da die Anordnung und das Aussehen der Blätter an einen Skorpion erinnert.

## Beschreibung

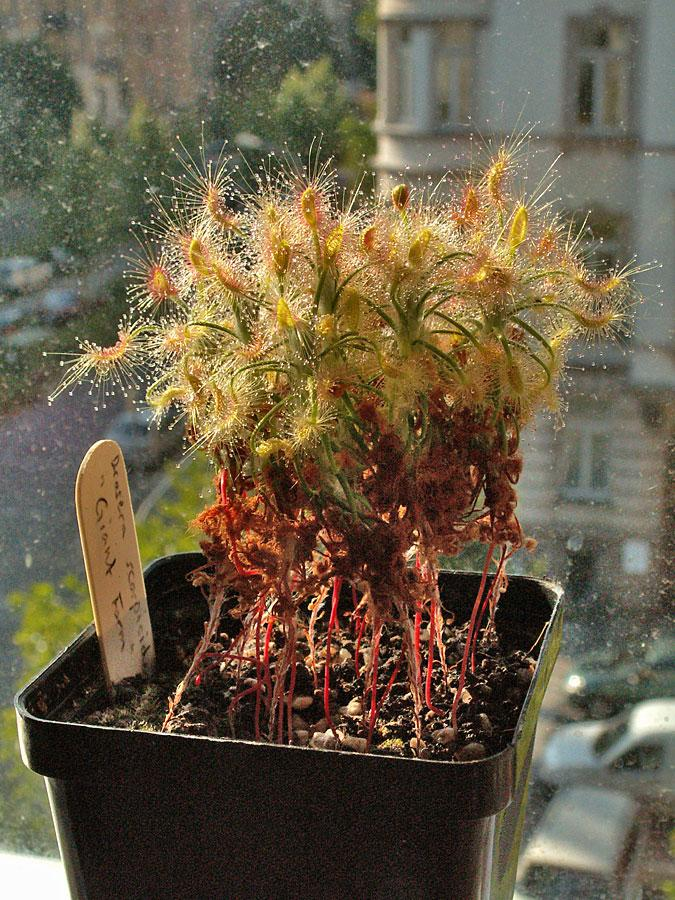
Drosera scorpioides Typ 'Giant', Habitus (in Kultur)

Drosera scorpioides wird innerhalb der Drosera der Gruppe der „Zwergsonnentau“ (Sektion Bryastrum) zugeschrieben, die sich durch ihre sehr geringe Größe auszeichnen und nur in Australien vorkommen. Die Pflanze gehört unter den Zwergsonnentauarten jedoch zu den größeren Vertretern; sie kann über 10 Zentimeter groß werden, in extremen Fällen bis zu 24 Zentimeter. Sie hat für einen Sonnentau extrem lange Tentakel und bildet mit der Zeit einen recht robusten Stiel, der in freier Natur auch dem Wind gut widerstehen kann. Während die Pflanze wächst und oben neue Blätter gebildet werden, sterben die Blätter weiter unten immer wieder ab. Die Blüte ist rosa, eine Population ist weißblütig.

## Vorkommen

Verbreitung von D. scorpioides in Australien

Drosera scorpioides wächst im Süden Westaustraliens. Die Art kann auch in semiariden Regionen gedeihen.

## Vermehrung

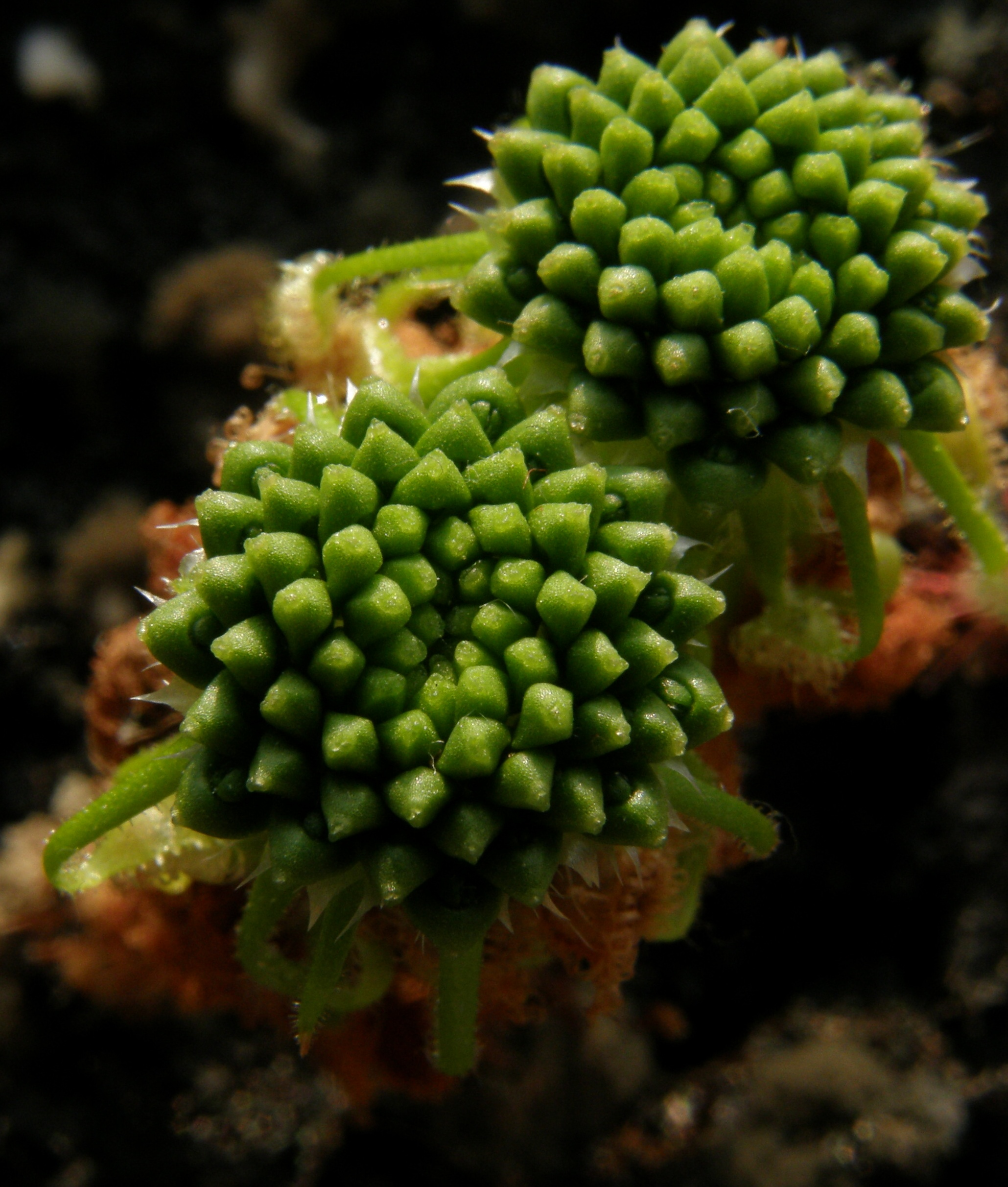
Drosera scorpioides, Brutschuppen

Wie die meisten Zwergdrosera vermehrt sich auch Drosera scorpioides ausschließlich über Samen oder Brutschuppen. Brutschuppen sind eine Besonderheit der Zwergdrosera und eine Sonderform der vegetativen Vermehrung. Sie werden von der Pflanze im Winter gebildet, wachsen anstatt von Blättern im Zentrum der Rosette und können genauso gesät werden wie Samen. Die Brutschuppen erreichen bei dieser Art eine Größe von ca. 3 mm Länge und 2 mm Breite, was für Brutschuppen recht groß ist.